# Trachyedra
Trachyedra é um gênero de traça pertencente à família Agonoxenidae.